# Císařská kaple (Emauzy)
Císařská kaple Emauzského kláštera vznikla z příkazu českého krále Karla IV. jako součást komplexu kláštera a kostela „Na Slovanech“. Původní gotickou kapli barokně upravili montserratští benediktini. Po jejich odchodu byl klášter s kostelem předán benediktinům z Beuronu (1880). Ti provedli jeho rozsáhlou architektonicko-uměleckou úpravu, včetně výzdoby Císařské kaple.

## Historie kaple

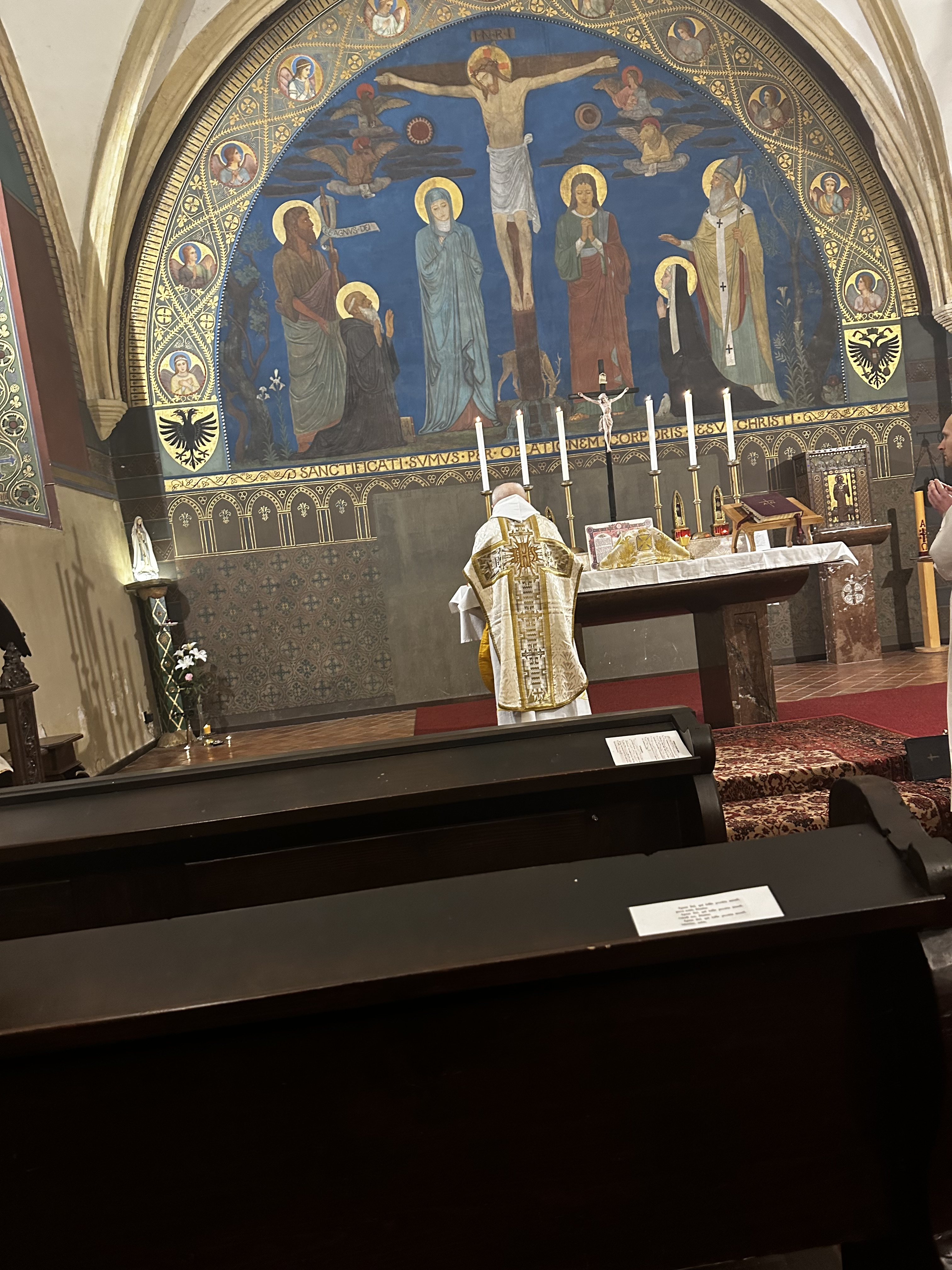
P. Radim Valík, OSB, slouží tradiční mši v císařské kapli (2023)

Stavba kláštera s kostelem se uskutečnila mezi roky 1348 a 1372, takže kostel zasvěcený ke cti Panny Marie a slovanských patronů, zvaný proto Na Slovanech, byl vysvěcen arcibiskupem Janem Očkem z Vlašimi na velikonoční pondělí 29. března 1372. V tento den byla připomínána cesta apoštolů do Emauz, což způsobilo, že dnes je klášter nazýván jako Emauzy. Na stavbě kláštera a kostela se podílela Karlova dvorská huť. Stavbu vedli dva stavitelé, z nichž první řídil stavební práce asi do roku 1360, zatímco druhý stavbu dokončil. Po roce 1367 byla velká místnost klášterní svatyně ve východním křídle kláštera rozdělena na kapitulní síň a na kapli, od dob císaře Ferdinanda III. zvanou „císařská“. V té době byla zasvěcena svatým bojovníkům s morem, tj. sv. Benovi, sv. Šebestiánovi, sv. Fabiánovi, sv. Rozálii a sv. Rochovi. Dokládá to i nápis na portálu, kterým se vstupuje do kaple. Ač se původní gotická výzdoba kaple nedochovala, díky Uppsalskému rukopisu známe alespoň její obrazový program dokládající, že nástěnné malby s pašijovými výjevy, které dnes zdobí klášterní ambit, pokračovaly až do prostoru kaple. Oddělení kaple od kapitulní síně zřejmě souviselo s přechodným umístěním císařských relikvií souvisejících s Kristovým ukřižováním do této kaple, a to v době před dostavbou kaple Utrpení Páně na Karlštejně. Za husitských válek zůstal celý komplex Emauzského kláštera ušetřen od drancování, neboť se stal klášterem utrakvistů. Teprve za císaře Rudolfa II. byl proveden pokus o obnovení katolické liturgie a o provedení nezbytných oprav klášterního komplexu. V letech 1636/37 byla na pokyn císaře Ferdinanda III. zřízena tzv. Císařská kaple zasvěcená patronům chránícím před morem. Od počátku 19. století však byla další existence kláštera ohrožena pro malý počet benediktinských řeholníků. Prostřednictvím kardinála Bedřicha Schwarzenberga byl proto Emauzský klášter postoupen jihoněmeckým benediktinům vypuzeným Bismarckovou kulturní politikou z jejich kláštera v Beuronu. Ti pak v letech 1880 až 1890 na klášteře i v kostele odstranili barokní úpravy a v duchu umění tzv. Beuronské umělecké školy provedli regotizaci objektu. V souvislosti s tím v Císařské kapli odstranili barokní výzdobu a na stěnách ji nahradili čtyřmi figurálními kompozicemi s Kalvárií na oltářní stěně kaple.

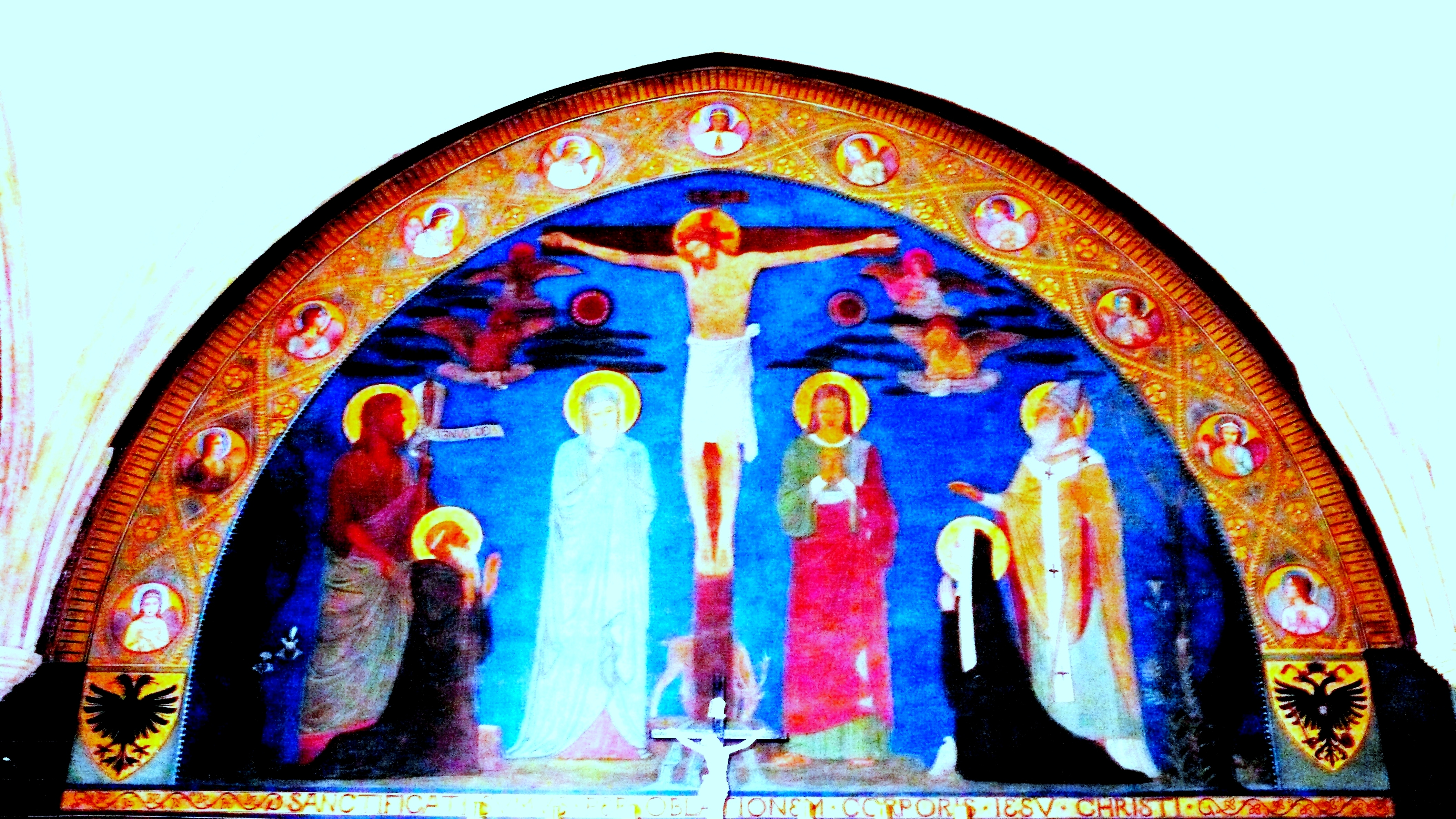
Kalvárie s ukřižovaným Kristem, s klečícím sv. Benediktem a sv. Scholastikou a stojícím sv. Janem Křtitelem a sv. Martinem (oltářní stěna Císařské kaple)

Nástěnná malba Kalvárie v Císařské kapli je kopií zničené malby původně navržené Desideriem (Peterem) Lenzem (1832–1928) pro kapli Torretto v italském klášteře Montecassino. Nástěnnou malbu v Emauzském klášteře provedl Gabriel (Jacob) Wüger (1829–1892), blízký Lenzův spolupracovník. Wüger v Emauzském Ukřižování využil své zkušenosti s vyobrazením Kristova ukřižování, které namaloval v Římě v roce 1869. Tento obraz je považován za první malbu ve stylu Beuronské umělecké školy.

## Beuronská výzdoba kaple
Gotická klenba kaple, dnes bílá, byla původně vymalována jako tmavě modré nebe se zlatými hvězdami. Zbytky této výzdoby byly odstraněny na počátku 90. let při rekonstrukci kaple. Prostor kaple původně obsahoval scény vztahující se ke Kristovu ukřižování a k uctívání dřeva kříže, a byl určen k císařově soukromé adoraci. Dnes čelní stěnu kaple zdobí beuronská malba zobrazující na tmavomodrém pozadí Kalvárii s ukřižovaným Kristem a se sv. Benediktem a sv. Scholastikou (klečící) a se sv. Janem Křtitelem a sv. Martinem (stojící). Postavy Panny Marie a sv. Jana Evangelisty jsou pojaty frontálně se zřejmou strnulostí typickou pro Lenzův kánon teologické geometrie. Kolem výjevu je z ratolestí vytvořen oblouk kopírující klenbu kaple, do něhož jsou umístěny hlavy andělů. Na obou koncích je oblouk zakončen erbem s dvouhlavým orlem. Jak již zmíněno výše, je vyobrazené Ukřižování kopií malby provedené Desideriem Lenzem a Jacobem Wügerem v Torrettě (klášter Montecassino) mezi roky 1876 a 1880.

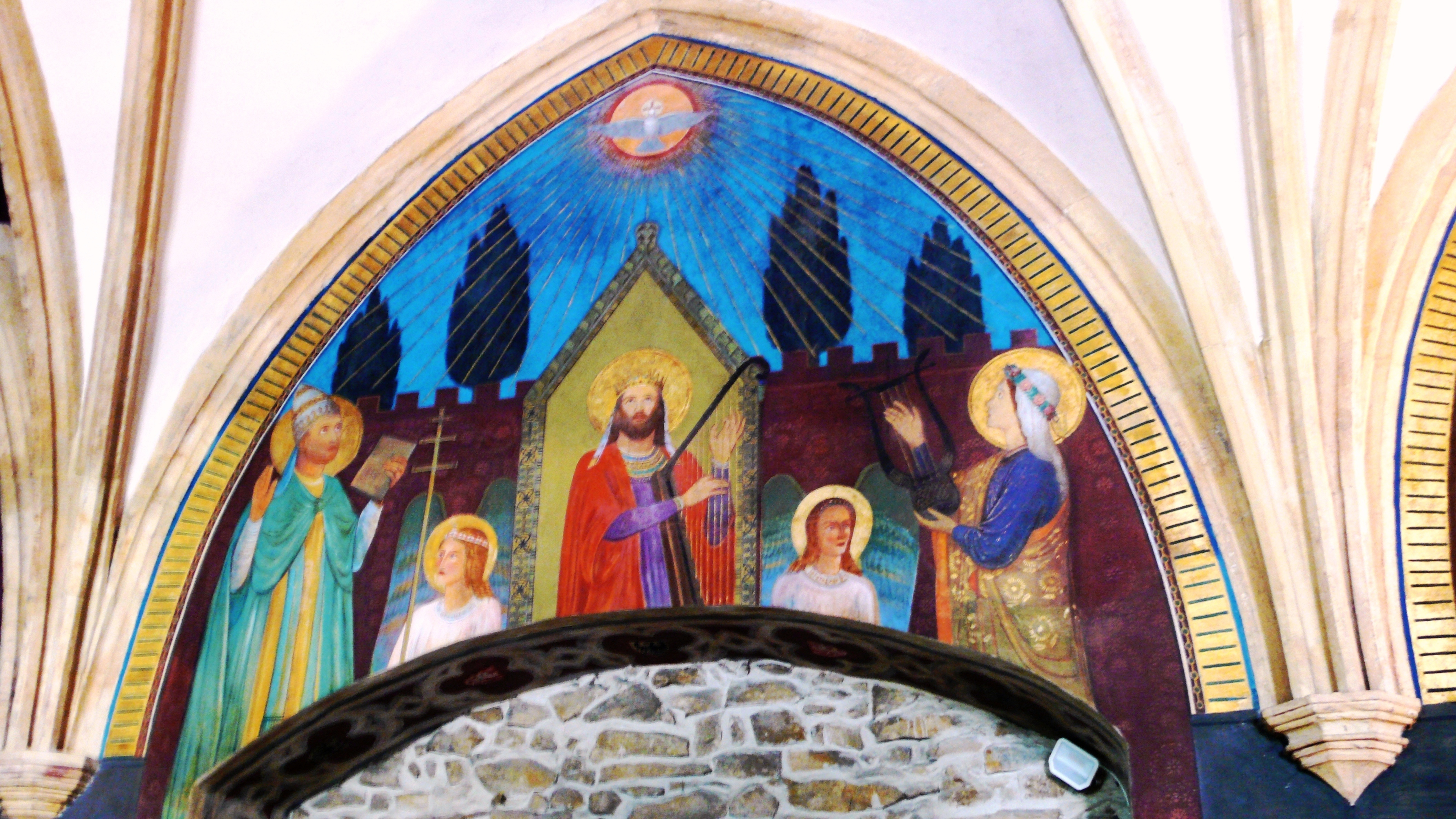
Patroni církevní hudby (Císařská kaple kláštera Emauzy

Vpravo od čelní stěny s Ukřižováním jsou nad zazděným vstupem do kaple vyobrazeni Patroni církevní hudby (Král David, sv. Řehoř Veliký s knihou a sv. Cecilie s lyrou společně se dvěma anděly). Tato nástěnná malba se dochovala jen částečně, ale celý motiv je znám díky Lenzovým přípravným návrhům. Následuje rozsáhlejší klenuté pole s vyobrazením pěti světců chránících před morem (sv. Beno, sv. Šebestián, sv. Fabián, sv. Roch a sv. Rosalie). Jedná se o frontálně pojaté postavy světců, kterým byla kaple zasvěcena.

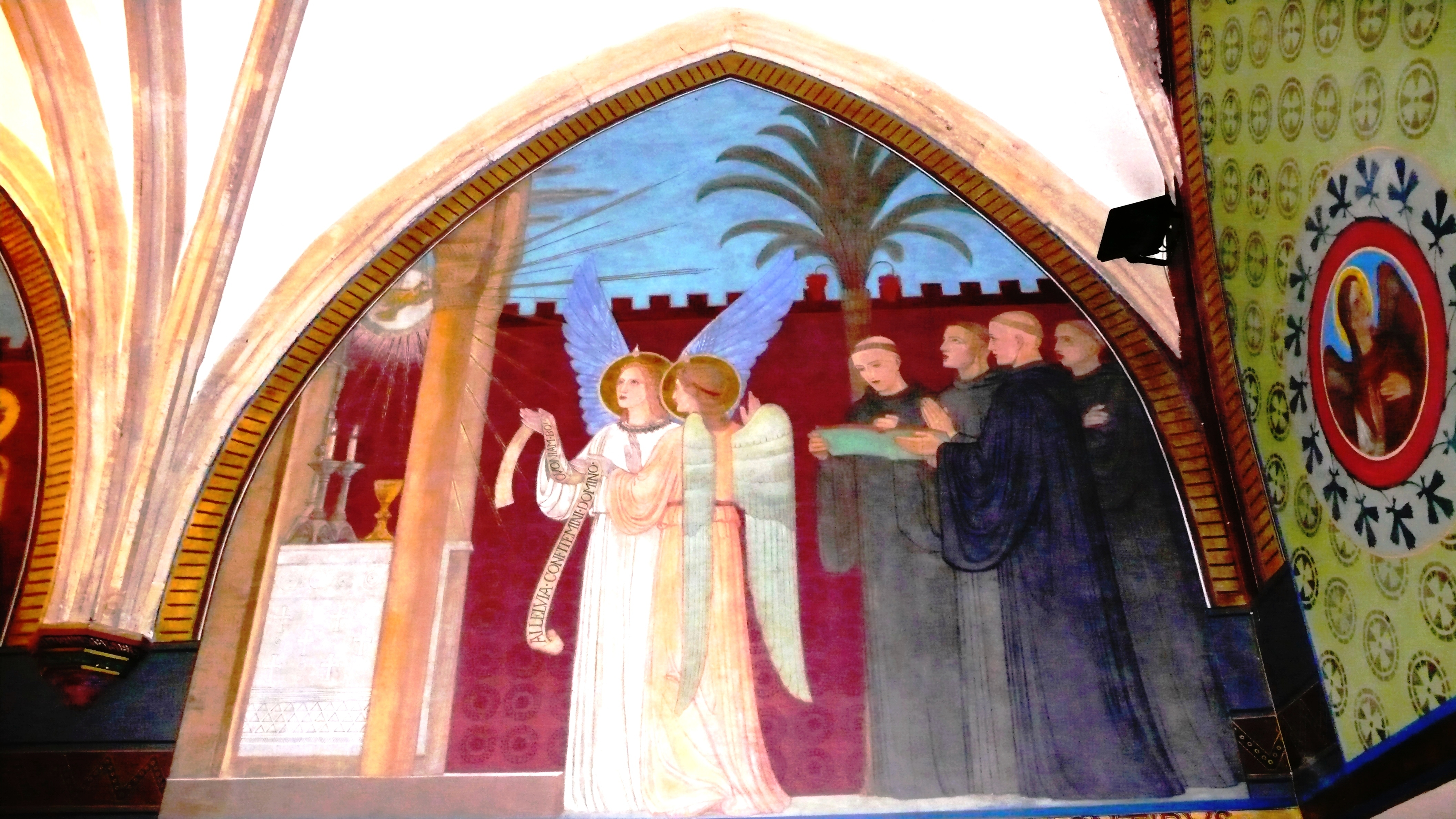
Církevní zpěv (Císařská kaple kláštera Emauzy)

Poslední nástěnná malba na stěně přiléhající ke vstupu do kaple zobrazuje Církevní zpěv. V obrazovém poli jsou vyobrazeni dva andělé stojící před oltářní mensou, následovaní skupinou benediktinských mnichů. Ze tří nástěnných maleb na této straně kaple jsou tak dvě z nich věnovány církevní hudbě, což svědčí pro její oblibu, neboť hudba patřila k Lenzovým hlavním uměleckým zájmům.

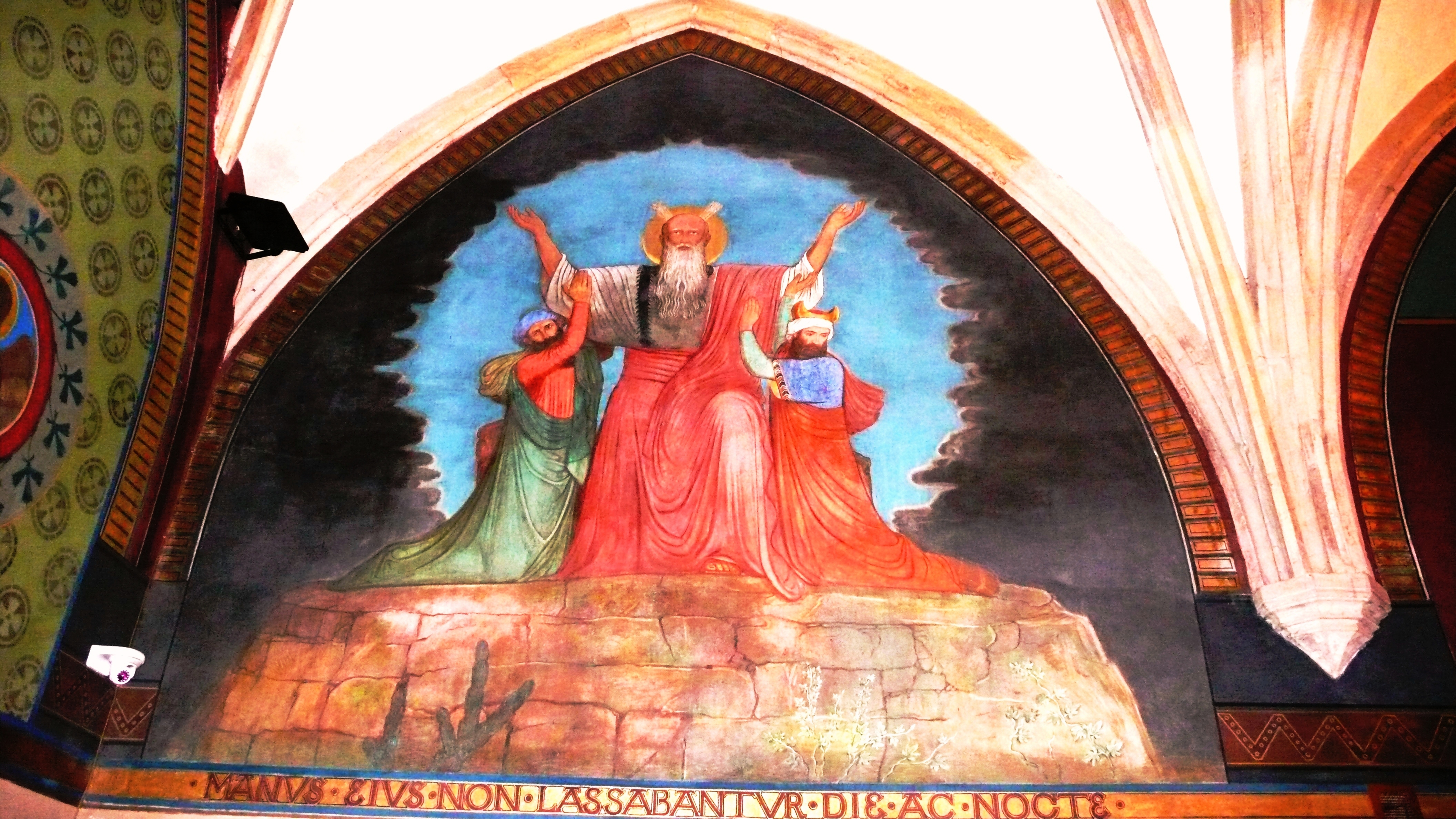
Mojžíš modlící se v průběhu bitvy Izraelitů s Amalekity (Císařská kaple kláštera Emauzy)

Na protilehlé straně je v klenutém poli při vstupu do kaple nástěnná malba zobrazující starozákonní výjev nazvaný Mojžíš modlící se v průběhu bitvy Izraelitů s Amalekity. Jinak je třeba zmínit, že beuronského původu je v kapli se nacházející svatostánek a evangelijní pult ve tvaru orla, ale nejsou to původní součásti kaple. Svatostánek byl původně v dnes již neexistující soukromé opatské kapli a ambon v presbytáři klášterního kostela. Do Císařské kaple byly přemístěny až po její rekonstrukci v 90. letech 20. století. Z beuronského období pochází také opatské křeslo umístěné v klášterním kostele. Ve východním křídle konventu se za prostorem Císařské kaple nachází kapitulní síň s novorománskou úpravou.

## Umělecko-historický význam malířské výzdoby Císařské kaple

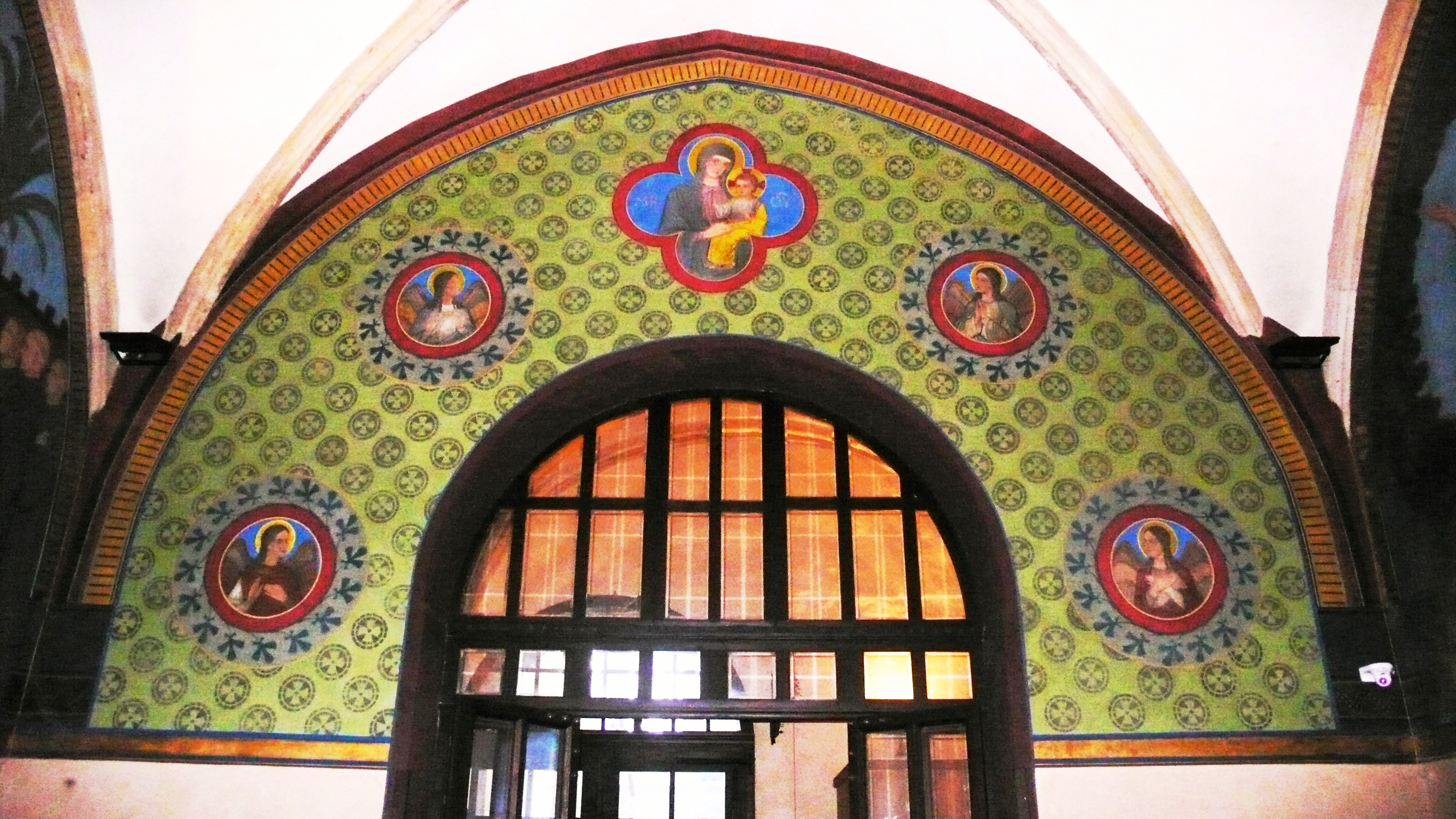
Beuronská nástěnná malba nad vstupem do kaple s anděly a P. Marií s Ježíškem v medailonech

Náboženské umění zobrazující Pannu Marii, ukřižovaného Krista nebo světce bylo od 19. století považováno za zaostalé, nemoderní, s vazbou na minulost. Probíhající přehodnocení umělecké minulosti ukázalo, že umění beuronské školy reprezentované jejími zakladateli, P. Desideriem Lenzem a P. Jacobem Wügerem, patřilo k nejvýznamnějším pokusům o oživení křesťanského umění v 19. století. Vypuzením těchto otců „zakladatelů“ z kláštera v jihoněmeckém Beuronu a jejich přechodné působení v Emauzském klášteře učinilo z Čech mezi roky 1880 a 1890 centrum tohoto uměleckého směru. Proto malířská výzdoba Emauzského kláštera, jmenovitě jeho Císařské kaple a presbytáře kostela Panny Marie a slovanských patronů, představuje tvůrčí vyvrcholení první generace beuronských umělců vycházejících z umění starověku modifikovaného uměním nastupující secese.